# Pistoia Basket 2017-2018
Questa voce raccoglie le informazioni riguardanti il Pistoia Basket 2000 nelle competizioni ufficiali della stagione 2017-2018.

## Stagione
La stagione 2017-2018 del Pistoia Basket 2000 sponsorizzata The Flexx, è la 5ª nel massimo campionato italiano di pallacanestro, la Serie A.

## Roster
Aggiornato al 27 ottobre 2017.
| The Flexx Pistoia 2017-18 | The Flexx Pistoia 2017-18 |
| Giocatori                 | Staff tecnico             |
| ------------------------- | ------------------------- |

| N. | Naz.                   | Ruolo | Nome                | Anno | Alt.   | Peso   |  |
| -- | ---------------------- | ----- | ------------------- | ---- | ------ | ------ |  |
| 2  | Italia (bandiera)      | P     | Gianluca Della Rosa | 1996 | 180 cm | 73 kg  |  |
| 3  | Stati Uniti (bandiera) | G     | Tyrus McGee         | 1991 | 188 cm | 90 kg  |  |
| 5  | Stati Uniti (bandiera) | AC    | Markus Kennedy      | 1991 | 206 cm | 111 kg |  |
| 6  | Italia (bandiera)      | G     | Cesare Barbon       | 1998 | 192 cm | 78 kg  |  |
| 8  | Italia (bandiera)      | P     | Tommaso Laquintana  | 1995 | 188 cm | 83 kg  |  |
| 9  | Italia (bandiera)      | GA    | Fabio Mian          | 1992 | 196 cm | 88 kg  |  |
| 10 | Italia (bandiera)      | AG    | Raphael Gaspardo    | 1993 | 207 cm | 100 kg |  |
| 13 | Italia (bandiera)      | AP    | Federico Onuoha     | 1994 | 193 cm | 85 kg  |  |
| 15 | Stati Uniti (bandiera) | AG    | Jaylen Bond         | 1993 | 203 cm | 109 kg |  |
| 18 | Italia (bandiera)      | C     | Daniele Magro       | 1987 | 208 cm | 105 kg |  |
| 22 | Stati Uniti (bandiera) | G     | Jamon Gordon        | 1984 | 191 cm | 98 kg  |  |
| 23 | Francia (bandiera)     | AP    | Yakhouba Diawara    | 1982 | 201 cm | 102 kg |  |
| 24 | Georgia (bandiera)     | GA    | Duda Sanadze        | 1992 | 197 cm | 95 kg  |  |
| 25 | Stati Uniti (bandiera) | P     | Ronald Moore (C)    | 1988 | 183 cm | 78 kg  |  |
| 44 | Bulgaria (bandiera)    | AC    | Dejan Ivanov        | 1986 | 205 cm | 104 kg |  |
| -  | Italia (bandiera)      |       | Leonardo Cipriani   | 2000 |        |        |  |
| -  | Italia (bandiera)      | C     | Angelo Del Chiaro   | 2001 | 204 cm | 100 kg |  |
| -  | Italia (bandiera)      | G     | Lorenzo Querci      | 2001 | 190 cm |        |  |
| -  | Italia (bandiera)      |       | Liam Udom           | 2000 |        |        |  |

| Allenatore                                                                                   |
| - Vincenzo Esposito                                                                          |
| Assistente/i                                                                                 |
| - Marcello Billeri - Fabio Bongi Legenda - (C) Capitano - (IN) Inattivo - Infortunato Roster |

## Mercato

### Sessione estiva
| Acquisti | Acquisti           | Acquisti         | Acquisti   | Acquisti |
| R.       | Nome               | da               | Modalità   |          |
| -------- | ------------------ | ---------------- | ---------- | -------- |
| AG       | Olek Czyż          | Free agent       | definitivo |          |
| P        | Tommaso Laquintana | Orlandina        | definitivo |          |
| AC       | Markus Kennedy     | R.G.V. Vipers    | definitivo |          |
| GA       | Fabio Mian         | Vanoli Cremona   | definitivo |          |
| AG       | Raphael Gaspardo   | Vanoli Cremona   | definitivo |          |
| G        | Cesare Barbon      | Universo Treviso | prestito   |          |
| G        | Tyrus McGee        | Reyer Venezia    | definitivo |          |
| GA       | Duda Sanadze       | Primorska        | definitivo |          |
| AG       | Jaylen Bond        | Westch. Knicks   | definitivo |          |
| AP       | Federico Onuoha    |                  | definitivo |          |

| Cessioni | Cessioni          | Cessioni         | Cessioni       | Cessioni |
| R.       | Nome              | a                | Modalità       |          |
| -------- | ----------------- | ---------------- | -------------- | -------- |
| P        | Brandon Solazzi   | V.L. Pesaro      | fine prestito  |          |
| A        | Michele Antonutti | Universo Treviso | fine contratto |          |
| C        | Nathan Boothe     | Sakarya          | fine contratto |          |
| C        | Andrea Crosariol  | Pall. Cantù      | fine contratto |          |
| AC       | Marco Di Pizzo    | Fulgor Omegna    | prestito       |          |
| AP       | Terran Petteway   | Nanterre 92      | fine contratto |          |
| P        | Teddy Okereafor   | Kymi             | fine contratto |          |
| G        | Michael Jenkins   | Reyer Venezia    | fine contratto |          |
| AG       | Olek Czyż         | Free agent       | rescissione    |          |

### Dopo l'inizio della stagione
| Acquisti | Acquisti            | Acquisti   | Acquisti         | Acquisti   |
| R.       | Nome                | da         | data             | Modalità   |
| -------- | ------------------- | ---------- | ---------------- | ---------- |
| G        | Jamon Gordon        | Free agent | 29 ottobre 2017  | definitivo |
| AC       | Dejan Ivanov        | Samsun     | 23 novembre 2017 | definitivo |
| P        | Gianluca Della Rosa | Free agent | 7 dicembre 2017  | definitivo |
| AP       | Yakhouba Diawara    | Free agent | 21 dicembre 2017 | definitivo |

| Cessioni | Cessioni       | Cessioni         | Cessioni         | Cessioni    |
| R.       | Nome           | a                | data             | Modalità    |
| -------- | -------------- | ---------------- | ---------------- | ----------- |
| A        | Eric Lombardi  | Universo Treviso | 6 dicembre 2017  | rescissione |
| GA       | Duda Sanadze   | Free agent       | 7 dicembre 2017  | rescissione |
| G        | Jamon Gordon   |                  | 9 dicembre 2017  | ritirato    |
| C        | Markus Kennedy | Hyères-Toulon    | 28 dicembre 2017 | rescissione |